# Stracony przywódca

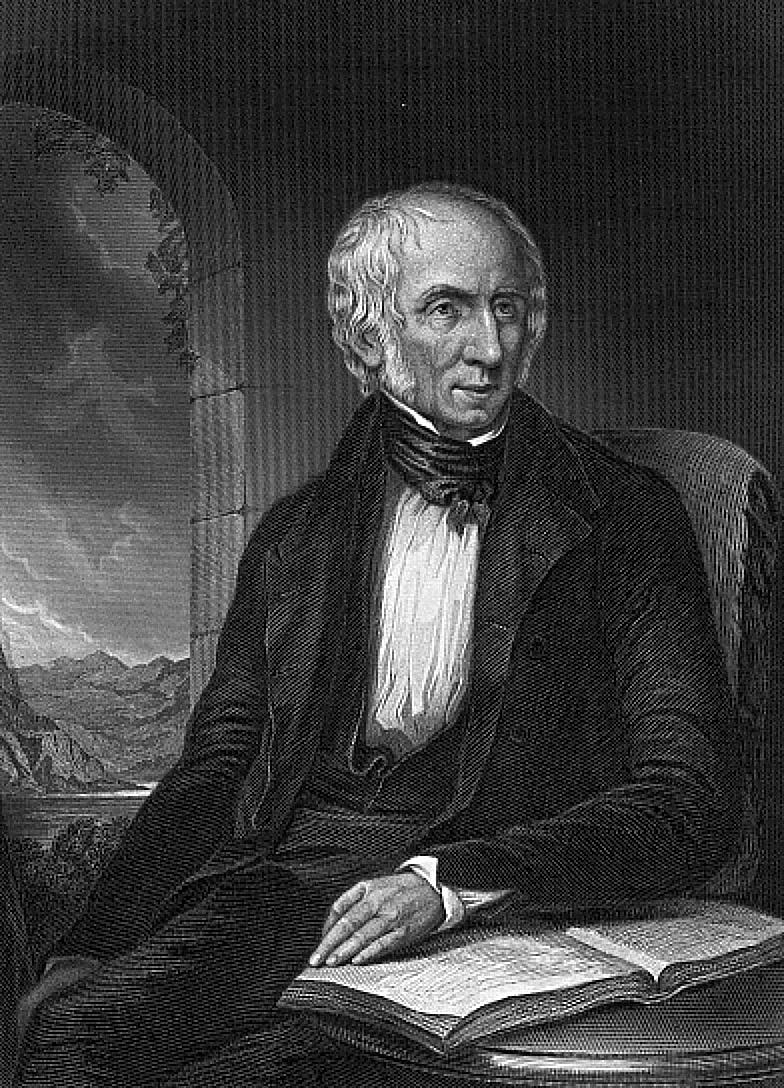
William Wordsworth w starszym wieku

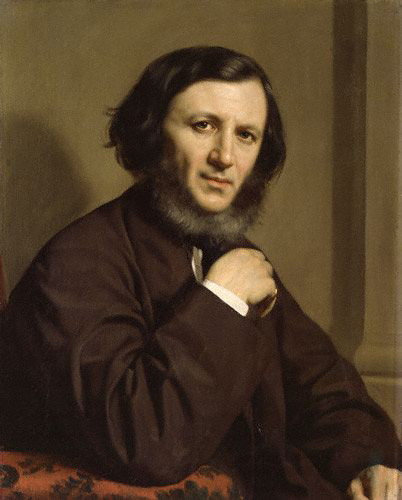
Młody Robert Browning

Stracony przywódca (ang.The Lost Leader) – wiersz Roberta Browninga, opublikowany w 1845, wyrażający oburzenie z  powodu przyjęcia przez Williama Wordswortha tytułu Poety-Laureata i dożywotniej pensji od króla dwa lata wcześniej. Młody Browning uważał, że poeta się sprzedał, porzucając dla prestiżu i korzyści finansowych swoje dotychczasowe ideały, jak też ludzi, którzy uznawali go za autorytet. Wiersz jest napisany przy użyciu metrum daktylicznego. Schemat jest czterostopowy.
Just for a handful of silver he left us,

Just for a riband to stick in his coat -

Found the one gift of which fortune bereft us,

Lost all the others she lets us devote;

They, with the gold to give, doled him out silver,

So much was theirs who so little allowed:

How all our copper had gone for his service!

Rags - were they purple, his heart had been proud!
Wiersz przełożył na język polski Czesław Miłosz.